# Фальковский, Борис Моисеевич
Борис Моисеевич Фальковский (5 ноября 1940, Пушкин, Ленинград — 8 марта 2025, Томск) — советский футболист и тренер, играл на позиции защитника.

## Футбольная карьера
В 14 лет попал в детскую команду. Футбольную карьеру начал в конце 1958 года по окончании средней школы в команде класса «Б» махачкалинском «Темпе». С 1961 по 1962 годы играл за «Спартак» из Орджоникидзе. С 1963 по 1966 выступал в Высшей лиге за бакинский «Нефтяник». Далее играл за кировобадское «Динамо», откуда его звали в Ленинград, однако транзитом через Прокопьевск по инициативе начальника «Томлес» Моисея Мироновича Мучника он оказался в Томске, где стал одним из лидеров местного «Торпедо». Завершил карьеру игрока в 1974 году.
В 1979 году стал главным тренером томского «Манометра». Через три года покинул свой пост. В конце 1980-х ему довелось вновь возглавить томскую команду. В 1998 году Фальковский стал первым директором футбольной школы «Томи». Руководил дублем «Томи», работал главным тренером центра подготовки «Томи».

## Личная жизнь
Родители Фальковского были студентами в Пушкине, где он и родился 5 ноября 1940 года. Перед началом Великой Отечественной войны его вывезли в Баку, где жило много родственников отца. По словам Бориса, в их роду были архитекторы, музыканты, однако он, увлёкшись в детстве дворовым футболом, пошёл в большой спорт. Отец был ранен на фронте и долго лечился. Воспитывался в детстве в основном матерью и бабушкой. Женился, будучи игроком орджоникидзевского «Спартака».
Был дважды женат. Дочь от первого брака Наталья Фальковски и внук Стив Фальковски проживают в Израиле.
Борис Фальковский умер 8 марта 2025 года в Томске в возрасте 84 лет.